# Zuzana Števulová
Zuzana Števulová (ur. 1983) –  słowacka prawniczka, nauczycielka akademicka oraz działaczka społeczna. Jako pierwsza osoba ze Słowacji została laureatką nagrody International Women of Courage Award.
W swojej działalności koncentruje się na prawie azylowym i pomocy dla migrantów. Jest założycielką stowarzyszenia Liga za ľudské práva.

## Życiorys
Števulová urodziła się w 1983 r. na Słowacji. W 2006 r. ukończyła studia na Wydziale Prawa Uniwersytetu Trnawskiego.
Objęła stanowisko wykładowcy na tejże uczelni, obecnie kieruje Katedrą Prawa Azylowego.
Została zaproszona do udziału w opracowaniu nowej Polityki Integracyjnej Republiki Słowackiej.
Zapoczątkowała kampanię na rzecz praw uchodźców i migrantów przybywających do Europy, a w 2016 r. jako pierwsza osoba ze Słowacji została laureatką nagrody International Women of Courage Award.